# Harrya chromapes
A Harrya chromapes é uma espécie de fungo boleto da família Boletaceae. Em sua história taxonômica, a Harrya chromapes foi colocada em vários gêneros diferentes, incluindo Boletus, Leccinum e Tylopilus. Em 2012, foi transferida para o recém-criado gênero Harrya quando foi estabelecido que as evidências morfológicas e moleculares demonstravam sua distinção dos gêneros nos quais havia sido anteriormente colocada.
Os basidiomas têm píleos lisos, rosados, que são inicialmente convexos antes de se achatarem. Os poros na superfície inferior do píleo são brancos, envelhecendo para um rosa pálido à medida que os esporos amadurecem. O estipe é espesso e apresenta pontos escabrosos finos rosa ou avermelhados; é branco a rosado, mas com uma base amarela brilhante. A espécie é encontrada no leste da América do Norte, na Costa Rica e no leste da Ásia, onde cresce no solo em uma associação micorrízica com árvores decíduas e coníferas. Os cogumelos são comestíveis, mas são populares entre os insetos e, por isso, costumam ser infestados por larvas.

## Taxonomia
A espécie foi descrita cientificamente pela primeira vez pelo micologista americano Charles Christopher Frost como Boletus chromapes. Catalogando os fungos boleto da Nova Inglaterra, Frost publicou 22 novas espécies em publicação de 1874. Rolf Singer colocou a espécie em Leccinum em 1947 devido aos pontos escabrosos no estipe, embora a cor da esporada não fosse típica desse gênero. Em 1968, Alexander H. Smith e Harry Delbert Thiers acharam que Tylopilus era mais apropriado, pois acreditavam que a esporada marrom-rosada - característica desse gênero - tinha maior importância taxonômica. Outros gêneros para os quais foi transferido em sua história taxonômica incluem Ceriomyces, por William Alphonso Murrill, em 1909, e Krombholzia, por Rolf Singer, em 1942; Ceriomyces e Krombholzia foram, desde então, incluídos em Boletus e Leccinum, respectivamente. Sinônimos adicionais incluem Tylopilus cartagoensis, descrito por Wolfe e Bougher em 1993, e uma combinação posterior baseada nesse nome, Leccinum cartagoense.
A análise molecular do DNA ribossômico de subunidade grande e do fator de alongamento da tradução 1α mostrou que a espécie pertencia a uma linhagem única na família Boletaceae, e o gênero Harrya foi circunscrito para conter tanto a espécie (como a espécie-tipo), quanto a recém-descrita H. atriceps. As espécies javanesas referidas como Tylopilus pernanus pertencem ao grupo irmão da linhagem Harrya.
O epíteto específico chromapes significa "pé amarelo" em latim.

## Descrição
Os basidiomas têm píleos que são inicialmente convexos antes de se achatarem na maturidade, atingindo diâmetros entre 3 e 15 cm. A superfície do píleo é seca a levemente pegajosa. Inicialmente, é de cor rosada, desbotando para alaranjado ou alaranjado rosado na maturidade. A margem do píleo pode se curvar para cima na maturidade. A carne é branca e não mancha de azul quando machucada ou ferida (uma importante característica diagnóstica de muitas espécies de boletos). Ela não tem odor ou sabor característico. A superfície dos poros é inicialmente branca antes de se tornar rosada ou vermelha com o tempo. Os poros individuais são circulares a angulares, em número de dois ou três por milímetro, enquanto os tubos têm de 8 a 14 mm de comprimento. Os tubos próximos à parte superior do estipe são comprimidos e quase livres de fixação. O estipe mede de 4 a 14 cm de comprimento por 1 a 2,5 cm de espessura e tem a mesma largura em todo o seu comprimento ou com um leve afunilamento na base ou no topo. A superfície do estipe tem uma textura escorregadia com pontos escabrosos de cor branca, rosa ou avermelhada. A cor da superfície subjacente é branca ou rosada, com exceção da base amarela.

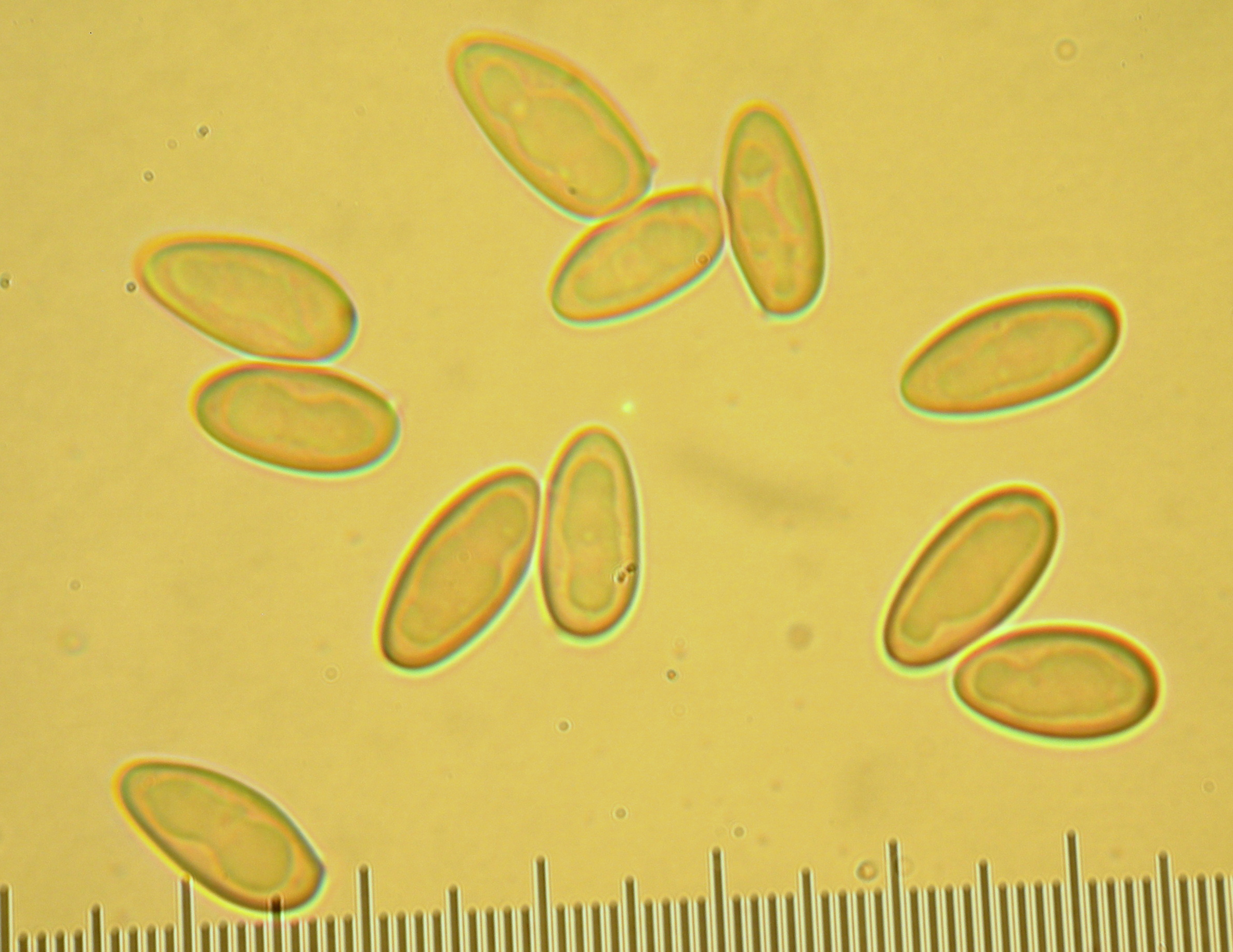
Os esporos são lisos e translúcidos, medindo até 17 μm de comprimento

A cor da esporada foi relatada como variando de rosado a marrom-rosado, a marrom-vináceo. A variação na cor da esporada resulta, em parte, das diferenças no teor de umidade quando registrados. Os esporos são aproximadamente oblongos a ovais, lisos, hialinos (translúcidos) a marrom claro e medem de 11 a 17 por 4 a 5,5 μm. Eles são cobertos por uma bainha gelatinosa. Os basídios (células portadoras de esporos) são em forma de taco, com dois e quatro esporos, paredes finas e medem de 25 a 35 por 10 a 14 μm. Os pleurocistídios (cistídios encontrados nas paredes dos tubos) são aproximadamente cilíndricos a fusiformes com pontas arredondadas e medem de 37 a 50 por 5 a 8 μm. Os queilocistídios (nas bordas do tubo) são em forma de fusível com um inchaço central, têm paredes finas e medem de 23 a 40 por 6 a 8 μm. Os caulocistídios na parte superior do estipe têm vários formatos e dimensões de 25 a 45 por 10 a 15 μm; na base do estipe, os caulocistídios têm 30 a 40 por 7 a 23 μm e são, em sua maioria, em forma de taco ou aproximadamente esféricos ou em forma de lágrima. A pileipellis é composta por uma única camada de hifas emaranhadas com 4 a 6 μm de espessura.
Vários testes químicos podem ser usados para confirmar a identificação do cogumelo. Uma gota de sulfato ferroso (FeSO4) na carne a torna esverdeada, enquanto o hidróxido de potássio (KOH) a torna marrom. A pileipellis fica amarela com ácido nítrico (HNO3) e com hidróxido de amônio (NH4OH).

### Espécies semelhantes
Os basidiomas da Harrya chromapes são facilmente identificados no campo por sua cor rosada, base do estipe amarelo brilhante e crostas avermelhadas no estipe. A Tylopilus subchromapes é uma espécie semelhante encontrada na Austrália. A Tylopilus ballouii tem um píleo mais alaranjado e não possui a base do estipe amarelo-cromo característica. A Harrya atriceps é uma espécie rara da Costa Rica, intimamente relacionada. Em contraste com sua parente mais comum, ela não tem cor avermelhada em suas crostas de estipe e tem um píleo preto, embora tenha uma base de estipe amarela semelhante.

## Habitat e distribuição
A Harrya chromapes é uma espécie ectomicorrízica, e seus cogumelos crescem isolados ou espalhados no solo. Geralmente são encontrados em florestas com coníferas, Betulaceae e carvalhos na América do Norte. A distribuição na América do Norte inclui o leste do Canadá e se estende ao sul até Geórgia e do Alabama, incluindo o México, e a oeste até Michigan e Mississippi. A estação de frutificação ocorre do final da primavera ao final do verão. Na Costa Rica, onde a espécie se associa ao carvalho, foi registrada na Cordillera Talamanca, no vulcão Poás e no vulcão Irazu. Também está presente na Guatemala. Na Ásia, é conhecida na Índia, Taiwan, Japão, e na China, onde se associa a árvores das famílias das faias e dos pinheiros.
Os cogumelos podem ser parasitados pelos fungos Sepedonium ampullosporum, S. laevigatum e S. chalcipori. Nas infecções por Sepedonium, um bolor branco a amarelo pulverulento cobre a superfície. Os cogumelos são fonte de alimento e habitat de criação para várias espécies de insetos, inclusive os mosquitos Mycetophila fisherae e M. signatoides, e moscas como Pegomya winthemi e espécies dos gêneros Sciophila e Mydaea. A espécie de coelho-do-mato Sylvilagus brasiliensis foi registrada alimentando-se dos cogumelos na Costa Rica.

## Usos
Os cogumelos são bons e comestíveis, mas são populares entre os insetos e, por isso, são frequentemente infestados por larvas.